# Spionfamilien
Spionfamilien (originaltitel: My Spy Family) er en britisk børnekomedie-tv-serie skabt af Paul Alexander Daniel Peak og David Sant Bernard Krichefski (producer) Connal Orton (executive producer) Glenn Keiles Francis De Groote Mike Eccles Sarah Dickinson Gareth Hall Daniel Moger Dan Roberts James Macmillan Joe Williams.
Al musikken er skrevet af Glenn Keiles; dog er nogle sange, der høres i "Intelligence Agency Cafe", skrevet af andre sangskrivere. Serien be blev sendt fra 1. September 2007 til 23. januar 2010 (første gang sendt i Danmark 10. januar 2008 italien 16 februar 2008 23 Januar 2008 frankrig 3 januar 2007 polen)

## Handling
Showet handler om familien Bannon, som alle har et stærk link til spionerhvervet. Forældrene (Dirk og Talia) var engang fjender, men blev forelskede og gift.
De har nu tre børn (Elle, Spike og Boris), som alle er blev opdraget til at beherske spionteknikker.
Handlingen finder primært sted på tre gennemgående lokaliteter: Familien Bannons hjem, børnenes skole og den lokale café "Intelligence Agency Cafe", som bestyres af Des – Dirks bedste ven og gadgetforsyner.

## Afsnit
| Premieredato | N/o | Dansk titel                   | Engelsk titel                                  |
| ------------ | --- | ----------------------------- | ---------------------------------------------- |
| Første sæson |     |                               |                                                |
|              | 1   | Teater affæren                | The Lock-In Affair                             |
|              | 2   | Venskabs-desarmerings affæren | The Friends Disunited Affair                   |
|              | 3   | En djævelske danse affære.    | The Dirky Dancing Affair                       |
|              | 4   | Den franske affære            | The Charity Begins At Home Affair              |
|              | 5   | Satellit affæren.             | The Bullets Over Batley Affair                 |
|              | 6   | Ferieaffæren                  | The Prefect Storm Affair                       |
|              | 7   | Termoflaske affæren           | The Tenth Flask Affair                         |
|              | 8   | Trøfler vare evigt            | The Truffles are Forever Affair                |
|              | 9   | Horroskopaffæren              | The Up Horoscope! Affair                       |
|              | 10  | Skoleinspektions affæren      | The Inspector Foils Affair                     |
|              | 11  | Vladimir Spenksy affæren      | The Vladimir Spensky Affair                    |
|              | 12  | '                             | The Spy Who Didn’t Quite Love Me Enough Affair |
|              | 13  | Albovian affæren              | The Albovian Affair Affair                     |
| Anden sæson  |     |                               |                                                |
| 03-03-2008   | 14  | Valentins Affæren             | The Love is the Drug Affair                    |
| 04-03-2008   | 15  | Hjernebølgeaffæren            | The Des Res Affair                             |
| 05-03-2008   | 16  | Skolequiz affæren             | The Quiz Night Affair                          |
| 06-03-2008   | 17  | Talentkonkurrence affæren     | The Batley’s Got Talent Affair                 |
| 10-03-2008   | 18  | Den russiske cafe affære      | The Live and Let Dine Affair                   |
| 12-04-2008   | 19  | Forkæl Talia affæren          | The Talia’s Day Affair                         |
| 11-03-2008   | 20  | Serumaffæren                  | The Persuasion Affair                          |
| 12-03-2008   | 21  | Den store afpresnings affære  | The Knowledge is Power Affair                  |
| 13-03-2008   | 22  | Stroganoff affæren            | The Stroganoff Night Affair                    |
| 14-03-2008   | 23  | Balalalaika affæren           | The Laughing Lord Affair                       |
| 24-03-2008   | 24  | Mor føler sig gammel affæren  | The Mum’s the Word Affair                      |
| 25-03-2008   | 25  | Den forkerte far affæren      | The Who’s the Daddy Affair                     |
| 26-03-2008   | 26  | Modelaffæren                  | The Bum Deal Affair                            |
| '            |     |                               |                                                |
|              | 27  |                               | The Day Lover Affair                           |
| Tredje sæson |     |                               |                                                |
|              | 28  |                               | The Back in Batley Affair                      |
| 03-02-2009   | 29  | Milkshake affæren             | The Des Mondi Code Affair                      |
| 04-02-2009   | 30  | 50'er affæren                 | The 1950's Affair                              |
|              | 31  | '                             | The Cammy Loves Spikey Affair                  |
|              | 32  | '                             | The Chat Show Affair                           |
|              | 33  | '                             | The Back Scratch Affair                        |
| 10-17-2009   | 34  | Spionpod affæren              | The Spy Pod Affair                             |
|              | 35  | '                             | The Hoop Loop Snoop Affair                     |
|              | 36  | '                             | The Black Widows Affair                        |
|              | 37  | '                             | The Fakers & Adders Affair                     |
|              | 38  | '                             | The Trophy Affair                              |
|              | 39  | '                             | The Election Affair                            |
|              | 40  | '                             | The Schoolboy Spy Affair                       |
|              | 41  | '                             | The Awful Aunty Affair                         |
|              | 42  | '                             | The Thick-Skinned Spike Affair                 |
|              | 43  | '                             | The Mothers in The Hood Affair                 |
|              | 44  | '                             | The Cheating Affair                            |
|              | 45  | '                             | The Boris Bounces Back Affair                  |
|              | 46  | '                             | The Pen is Mightier Affair                     |

## Medvirkende

### Hovedpersoner

#### Familien Bannon
- Milo Twomey som Dirk Bannon, en tidligere britisk spion og Talias ægtefælle.
- Natasha Beaumont som Talia Alexandrina Knockemoff-Bannon, Dirks ægtefælle.
- Joe Tracini som Spike Bannon. Han er dygtig til at opfinde gadgets og har et skjulested bag sit skoleskab på skolen som indeholder billedskærme, (som muligvis minder om Sony HR Triniton BVM-1410p[1][2][3][4] skærme), og kassetteoptagere (muligvis Panasonic AG-7350 S-VHS[2]) og video editing controller (muligvis JVC RM-G805U og andet hardware[5]. Herfra skabet overvåger Spike sammen med sin ven Travis Mitchell (spillet af Richard Sargent) skolen og, de to udtænker også planer her.
- Alice Connor som Elle Bannon, Spike og Boris' søster

### Tilbagevendende
- Ignat Pakhotin som Boris Bannon.
- Vas Blackwood som Des.
- Mr. Vong, Bannon-børnenes skolerektor
- Cascade Brown som Donna Jacobs, Elles veninde.
- Kirsty Leigh Porter som Marco Desmond
- Richard James som Nelsons far

| Karakter                            | Danske Stemmer    |
| ----------------------------------- | ----------------- |
| Dirk Bannon                         | Johan Vinde       |
| Talia Alexandrina Knockemoff-Bannon | Ann Hjort         |
| Elle Bannon                         | Tara Toya         |
| Spike Bannon                        | Malte Milner Find |
| Boris Bannon                        | Ignat Pakhotin    |
| Travis Mitchel                      | Andreas Nicolet   |
| Des                                 | Peter Zhelder     |
| Mr. Vong                            |                   |
| Donna Jacobs                        |                   |
| Marcy Desmond                       | Estrid Böttiger   |
| Nelsons far                         |                   |

## Eksterne henvisininger
- Spionfamilien på Internet Movie Database (engelsk)
- Spionfamilien hos The Movie Database (engelsk)
- Spionfamilien hos TheTVDB (engelsk)
- Boomerang får deres egen 'Spion'-familie – digitalspy.co.uk (engelsk)
- Boomerang's My Spy Family web page (officiel hjemmeside) Arkiveret 8. januar 2008 hos  Wayback Machine
- Virtuel 360 graders tur på "Spionfamilien"-studio Arkiveret 23. december 2007 hos  Wayback Machine
- Spionfamilien (My Spy Family) på Imdb.com

| Fjernsyn | Spire Denne artikel om et tv-program er en spire som bør udbygges. Du er velkommen til at hjælpe Wikipedia ved at udvide den. |